# Zuoquan
Zuoquan (左权县,  Zuǒquán Xiàn) ist ein Kreis der bezirksfreien Stadt Jinzhong im Osten der chinesischen Provinz Shanxi. Die Fläche beträgt 2.024 Quadratkilometer und die Einwohnerzahl 144.519 (Stand: Zensus 2020).
Die Stätten des Front-Hauptquartiers der 8. Marscharmee (Balujun qianfang zongbu jiuzhi 八路军前方总部旧址) und die Haupthalle des Konfuzianischen Tempels von Zuoquan (Zuoquan Wenmiao Dacheng dian 左权文庙大成殿) stehen auf der Liste der Denkmäler der Volksrepublik China.

## Administrative Gliederung
Auf Gemeindeebene setzt sich der Kreis aus fünf Großgemeinden und fünf Gemeinden zusammen.